# Malayala Manorama

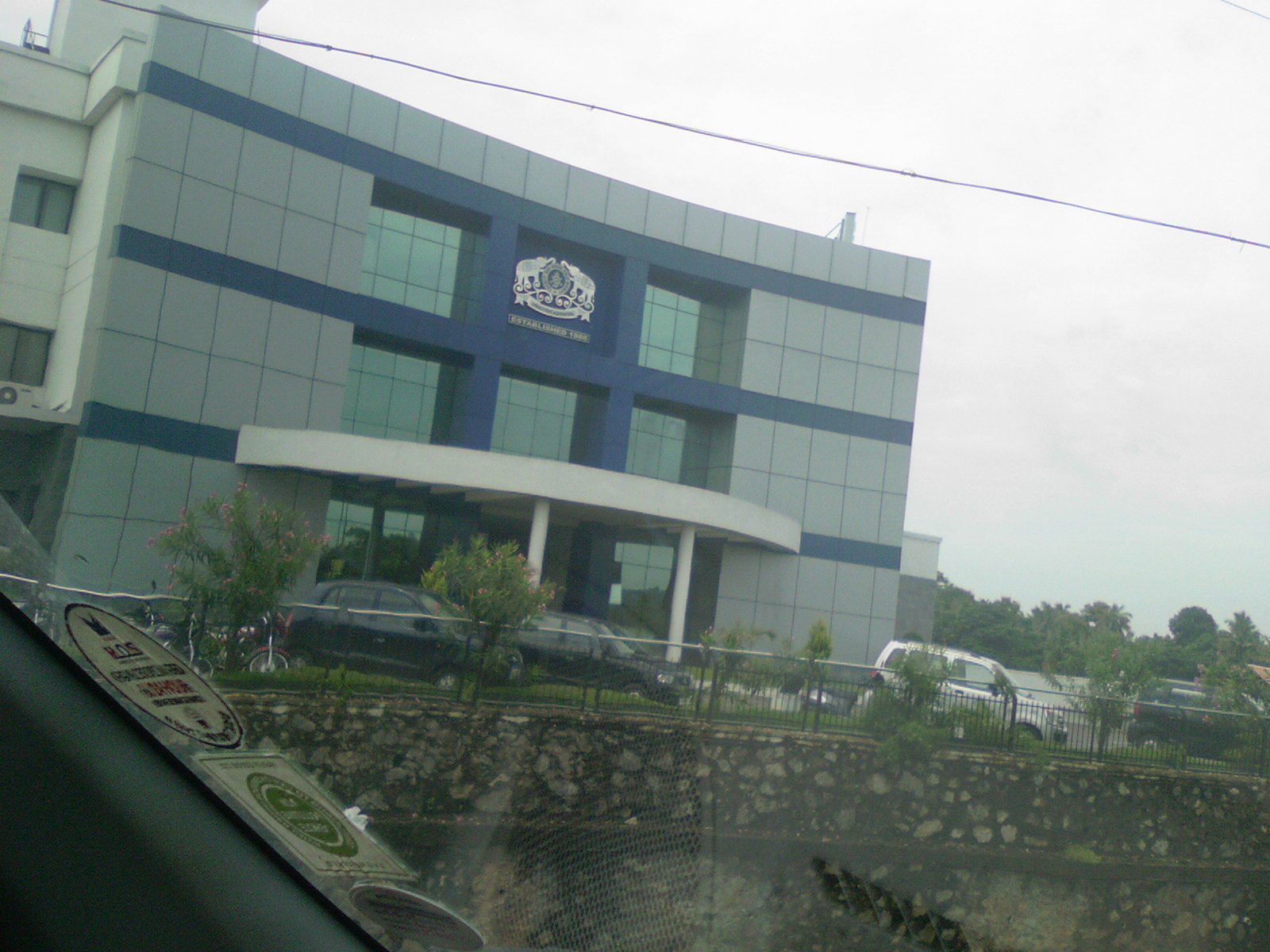
Hoofdkantoor van Malayala Manorama.

Malayala Manorama ('Manorama' betekent ruw vertaald 'entertainer') is een Malayalam-dagblad, dat uitkomt in de Indiase deelstaat Kerala. Het is in India na The Times of India en Dainik Jagran de krant met de grootste verspreiding, en in de wereld is het wat betreft de verspreiding de 26ste krant (2008). De verspreiding is rond de 1,9 miljoen, het aantal lezers is meer dan 20 miljoen.
De eigenaar is de Malayala Manorama group, die ook onder meer het weekblad The Week en het Manorama Yearbook uitgeeft. Het hoofdkwartier van het blad is gevestigd in Kottayam. Het is een broadsheet, de politieke kleur is conservatief. De krant verschijnt niet alleen in Kerala, maar ook in andere Indiase steden en zelfs in Dubai en Manamah.

## Geschiedenis
De krant is ooit begonnen als weekblad, in een tijd dat Kottayam deel uitmaakte van het vorstenland Travancore. In 1888 werd Malayala Manorama opgericht. Deze naam werd gekozen door een dichter, Raghavan Nambiar. In 1890 verscheen het eerste nummer. Het symbool in de logo van het blad werd verleend door de toenmalige heerser van Travancore, het was een deel van het symbool van Travancore. In 1901 ging het twee keer per week verschijnen en in 1918 drie keer per week. Het werd een dagblad op 2 juli 1928. In 2007 werd het het eerste regionale dagblad in India met een oplage van meer dan 1,5 miljoen.